# Porto Mauá
Porto Mauá är en kommun i Brasilien.   Den ligger i delstaten Rio Grande do Sul, i den södra delen av landet, 1 500 km sydväst om huvudstaden Brasília. Antalet invånare är 2 544.
Omgivningarna runt Porto Mauá är en mosaik av jordbruksmark och naturlig växtlighet. Runt Porto Mauá är det ganska glesbefolkat, med 22 invånare per kvadratkilometer.